# Cercopimorpha hoffmanni
Cercopimorpha hoffmanni är en fjärilsart som beskrevs av Hans Zerny 1931. Cercopimorpha hoffmanni ingår i släktet Cercopimorpha och familjen björnspinnare. Inga underarter finns listade i Catalogue of Life.